# 杉岡晃帆
杉岡 晃帆（すぎおか あきほ、1990年7月24日 - ）は、日本のモデル、ローカルタレントである。福岡県福岡市中央区出身。エントリーサービスプロモーション所属。

## 経歴・人物
福岡県福岡市中央区の出身、福岡女学院大学卒業。

## 出演

### CM
- 霧島酒造吉助
- pdcシュアナチュラル
- NTT都市開発web

### TV
- KBC「アサデス。」
- FBS「今日感テレビ」
- ザ!世界仰天ニュース
- 東海テレビ「7人の夫」

### DVD
- HKT48 2ndシングル「メロンジュース」特典映像(2013年9月4日発売)

### MODEL
- セシール
- 美人時計福岡
- ブリティッシュアメリカンタバコジャパン新商品宣伝
- イアソー化粧品

### SHOW
- ベルクラシック福岡 ブライダルショー
- 電気ビルみらいホール ウォーキングショー

### MC
- さがら産業文化祭 2017(2017年11月25日 - 26日）
- キャラクターショー
- CASIO新製品イベント
- 衆議院議員選挙
- 福岡市長選挙